# Aly Yirango
Aly Yirango (ur. 6 lutego 1994 w Bamako) – piłkarz malijski grający na pozycji bramkarza. Jest wychowankiem klubu Djoliba AC.

## Kariera klubowa
Swoją karierę piłkarską Yirango rozpoczął w klubie Djoliba AC ze stolicy kraju, Bamako. W 2011 roku zadebiutował w jego barwach w malijskiej Première Division. W 2012 roku wywalczył z nim mistrzostwo Mali.

## Kariera reprezentacyjna
W 2013 roku Yirango został powołany do reprezentacji Mali na Puchar Narodów Afryki 2013.